# سيسيليا غليشر
كانت سيسيليا غليشر (من 20 أبريل 1828 إلى 28 ديسمبر 1892) مصورة فوتوغرافية إنكليزية هاوية، وفنانة، ورسّامة، عملت في خمسينيات القرن التاسع عشر في متحف التاريخ الطبيعي في مجال العلوم الفيكتورية.

## النشأة والزواج
```
ولدت سيسيليا غليشر (ني بيلفيل) في 20 أبريل 1828 في 
غرينتش
، مقاطعة كينت، وكان والدها جون هنري بلفيل (1795-1856) مساعد مراقب فلكي في المرصد الملكي في غرينتش، ومؤلف كتاب «دليل مقياس البارومتر» (London: R. & J.E. Taylor, 1849) و «دليل ميزان الحرارة» (London: R. & J.E. Taylor, 1850)
[
2
]
، من غير المعروف ما إذا كانت سيسيليا بيلفيل تلقت تعليمًا رسميًا أو علميًا، إضافة إلى أن المكان الذي نشأت به حيث كان تسجيل الظواهر الفلكية والأرصاد الجوية جزءًا من الحياة اليومية يشير لوجود وعي على مستوى عالمي أكثر مما كان موجودًا لدى العديد من الإناث البريطانيات في القرن التاسع عشر. وقد كان مما سجل في أحد الكتب من أعمال والدها (جون هنري بلفيل) أنها تلقت أول درس في الرسم في 17 أبريل عام 1814 على يد الأستاذ فيلالوبوس.
[
3
]
```

تزوجت من جيمس غليشر James Glaisher (1809-1903)، في كنيسة أول سولز في سانت ماريليبون في 31 كانون الأول عام 1843، وأنجبت ثلاثة أطفال: سيليسا أبيلينا غليشر Cecilia Appelina Glaisher (1845-1932)، وجيمس ويتبريد لي غليشر James Whitbread Lee Glaisher (1848-1928)، وإرنست هنري غليشر Ernest Henry Glaisher (1858-1885).
مهنة جيمس غليشر موثقة جيدًا، فقد انتُخب كزميل في الجمعية الملكية عام 1849 وأصبح عضوًا في العديد من الجمعيات الأخرى، وعُيّن رئيسًا لجمعية الأرصاد الجوية الملكية من عام 1867 حتى 1868، والجمعية المجهرية الملكية من عام 1865 حتى 1869، وأيضًا جمعية التصوير الفوتوغرافي الملكي خلال السنوات 1869 حتى 1892، وكان يعمل في المرصد الملكي في غرينتش من عام 1836 حتى 1874، ومنذ عام 1840 كان المشرف على قسم إدارة الأرصاد الجوية والمغناطيسية المنشأة حديثًا عندما كان جورج بيدل إيري (1801-1892) عالم فلك ملكي.
من المحتمل أن كل شيء تعلمته سيسيليا غليشر عن التصوير الفوتوغرافي كان عن طريق زوجها، ربما بداية التعلم كانت بسبب مساعدتها له ولاحقًا عبر التعاون معه، وقد تطور كلاهما بعد تواصلهما مع العلماء والمصورين الفوتوغرافيين في العالم وخاصة في منزل الطبيب جون لي John Lee (1783-1866) في هارتويل هاوس في باكينجهايمر، ومثل العديد من النساء في ذلك الوقت، كانت مهارات سيسليا غليشر الفنية ذات فائدة كبيرة لزوجها وربما أيضًا للعلماء الآخرين الذين اختلطوا معهم.
```
كانت النساء تحاول بنشاط اكتساب المعرفة العلمية، أكان عن طريق البحث الفعلي أو عن طريق تسجيل عينات وتصنيفها وتوضيحها بعناية، ولكن عندما أصبح العلم «مِهنيًا» في خمسينيات القرن التاسع عشر استُبعدت النساء من غالبية اجتماعات المجتمع العلمي التي تُناقش أثناءها الأبحاث والأوراق العلمية، عادة كان يُسمح لهم فقط بحضور المناسبات الاجتماعية أو المناقشات العلمية في مواضيع محددة بدقة، ولم يحصلوا على عضوية في أغلب المجتمعات المُستفادة، وقد استمر ذلك في بعض الحالات حتى منتصف القرن العشرين، فالتمييز والاعتراف العلني بمساهمات النساء كان استثناءً وقتها.
[
9
]
```

من غير المعروف متى بدأت سيسيليا غليشر بأخذ صور فوتوغرافية، لكن من الموثق بأنها بدأت العمل في عام 1855 على السراخس البريطانية.

## العمل
أصبح السرخس البريطاني الذي صورته السيدة غليشر من الطبيعة مع عالم الحشرات إدوارد نيومان Edward Newman (1801-1876)، وهو خبير وناشر عن السراخس، دليلًا مصورًا للتعرف على هذه النباتات، حدث ذلك عن طريق استخدام عملية الرسم الضوئية التي طبّقها وليام هنري فوكس تالبوت William Henry Fox Talbot والذي كان يُطلق عليه في تلك الفترة اسم جنون السرخس الفيكتوري، وكان من المقرر نشره في عدد من الأجزاء التي تهدف إلى جذب عدد متزايد من جامعي السراخس الذين تأجج حماسهم من خلال منشورات السرخس التي تزخر بالمعلومات الواضحة حولها.
بحسب كتيّب اليد المطبوع الذي أنتجه نيومان للترويج للعمل، فإن استخدام التصوير الفوتوغرافي سيسمح بعرض عينات السرخس بدقة لا تُضاهى وسيحصل المهتمون على نماذج مؤكدة للمواضيع وعلى تأثيرات مثالية من الناحية الفنية والتفاصيل الهيكلية.
قُدمت مجموعة مؤلفة من عشر مطبوعات من قبل نيومان إلى جمعية لينيين Linnean في لندن في كانون الأول/ديسمبر في عام 1855، وبالرغم من ذلك تُرك المشروع بدون دعم وتوقف في عام 1856 ربما بسبب عدم القدرة على جمع اشتراكات كافية أو صعوبة إنتاج مطبوعات بالكميات المطلوبة.
وفي نفس الفترة عملت سيسيليا غليشر بالتعاون مع زوجها على دراسة تهدف إلى التمييز بين أنواع مختلفة من التركيب البلوري للثلوج وفهم كيفية تكوينها، واستُخدم مئة وواحد وخمسون من رسوماتها التخطيطية لتوضيح ورقة زوجها «في الطقس القاسي في بداية عام 1855: على بلورات الثلج والثلوج» التي نشرتها جمعية الأرصاد الجوية.
اعتمدت هذه الرسومات التخطيطية على رسومات أصلية قامت بها السيدة غليشر من نافذتها عبر المراقبة المباشرة لبلورات الثلج التي شوهدت من خلال عدسة مكبرة.
تُظهر الرسومات بلورات الثلج المُعاد رسمها بشكل مُتقن، وتصنفها بأنماط بنيوية. يصِفها أوكيشيرو ناكايا Ukichiro Nakaya في كتابه بلورات الثلج الطبيعية والصناعية بأنها أكثر الملاحظات المنشورة قبل تطور التصوير المجهري دقة عن بلورات الثلج، كما أنها استُخدمت منذ عام 1868 من قبل الجمعية المجهرية الملكية كأساس لتصميم الختم والشعار الخاصين بها.
تتألف الأعمال الأخرى لسيسيليا غليشر حاليًا من سلسلة من انطباعات الأوراق النباتية على الورق، والتي أضيف إليها الملونات يدويًا لإظهار أنواع الأوراق في مواسم مختلفة، وجمعت هذه الأوراق في ألبوم أوراق من أشجار الغابات البريطانية عام 1875 لـِ س.ج غليشر، على ما يبدو الأحرف الأولى لكل من سيسيليا وجيمس غليشر.

## المنشورات
- السرخس البريطاني المصوّر من الطبيعة للسيدة غليشر، مشروع غير منشور في عام 1855 مع إدوارد نيومان.
- «في الطقس القاسي في بداية العام 1855: على بلورات الثلج والثلوج» بقلم جيمس غليشر، ونُشر في تقرير مجلس الجمعية البريطانية للأرصاد الجوية، يمكنك القراءة عن الاجتماع السنوي العام الخامس في 22مايو/أيار عام 1855.

## المعارض
- غلاسكو: 12 صورة سرخس فوتوغرافية معروضة في معرض التصوير الفوتوغرافي الذي أقيم بالتزامن مع اجتماع الجمعية البريطانية للنهوض بالعلوم في سبتمبر/أيلول 1855.[16][17]
- لندن: مطبوعان عن السرخس من الألبوم، قدمهما جيمس غليشرعند دعوته لمعرض الاختراعات الدولي الذي عُقد في جنوب كنسينغتون في مايو/أيار 1885.[18]